# Stand By Me
«Stand by Me» (досл. з англ. «Стій поруч зі мною») — одна з найвідоміших ритм-енд-блюзових пісень XX століття, вперше записана її автором Беном Кінгом в 1960 році. Відомо понад 400 кавер-версій цієї ліричної балади. За відомостями BMI, це одна з найбільш часто виконуваних американських пісень XX століття.
Бен Кінг написав початок пісні під враженням від однойменного госпелу Чарльза Тіндлі 1905 року. Після того, як він виконав свою заготовку Джеррі Ліберу і Майку Столлеру, вони дописали пісню втрьох. За оцінкою Столлера, авторство пісні на 50 % належить Кінгу.
У 1961 році цей сингл очолив ритм-енд-блюзовий чарт журналу Billboard і потрапив в десятку Billboard Hot 100. Через два роки Кінг включив пісню в свій альбом Don't Play That Song!.
Друге народження пісня зазнала у 1986 році після виходу на екрани однойменного фільму «Залишся зі мною» (Stand by Me). На хвилі успіху кінострічки вона повернулася в кращу десятку Біллборда і зайняла в 1987 році 1-е місце в британському чарті продажів (чому сприяло її використання в телерекламі джинсів «Левіс»).
Цей гімн дружбі переспівували багато відомих виконавців, серед яких — Джимі Гендрікс, Елтон Джон, Адріано Челентано (в його версії пісня називалася «Preghero»), Led Zeppelin, а також непрофесіонали — боксер Мохаммед Алі і письменник Стівен Кінг.
Версія Джона Леннона з альбому Rock ' n ' Roll (1975) вийшла синглом і стала його останнім хітом перед 5-річним творчою відпусткою. 2007 року американські чарти очолив дебютний сингл Шона Кінгстона Beautiful Girls, де широко семплується Stand by Me.
Версія британської групи Florence and the Machine була записана як саундтрек до Final Fantasy XV у 2016 і посіла 15-те місце в the Billboard Hot Rock Singles в грудні того ж року.